# From Dusk Till Dawn 2 – Texas Blood Money
From Dusk Till Dawn 2 – Texas Blood Money ist eine Fortsetzung des Kultfilms From Dusk Till Dawn. Sie entstand im Jahre 1999 unter der Regie von Scott Spiegel. Im Gegensatz zu seinem Vorläufer wurde der Film nicht im Kino gezeigt, sondern nur auf Videokassette und DVD veröffentlicht. Die Veröffentlichung in Deutschland erfolgte im Mai 2004.

## Handlung
Der Verbrecher Luther Heggs ist aus dem Gefängnis geflohen und auf der Flucht, hinter ihm sind die Texas Rangers her. Er meldet sich telefonisch bei seinem früheren Komplizen Buck Bowes und bittet diesen, ihre alte Truppe, bestehend aus C. W. Niles, Jesus Draven und Ray Bob zusammenzutrommeln. Der Plan ist, in Mexiko einen Überfall auf die Bank von Banco Bravos zu begehen. Treffpunkt ist ein Motel hinter der mexikanischen Grenze.
Während die Truppe sich dort einfindet, hat Luther allerdings einen Zwischenfall auf dem Weg dorthin, eine große Fledermaus kracht in seinen Wagen, sodass der Motor beschädigt wird und er festsitzt. Er geht zu Fuß weiter und gelangt zum Nachtklub Titty Twisters, wo ihm der dortigen Barkeeper seine Hilfe anbietet. Bei diesem handelt es sich allerdings um einen Vampir, der bei Luthers Beschreibung des Unfalls ahnt, dass einer seiner Artgenossen in Not ist. An der Unfallstelle wird Luther schließlich auch in einen Vampir verwandelt.
Im Motel beißt Luther Jesus, der ebenso ein Vampir wird. Sie begeben sich zum Rest der Truppe, der noch nichts von den Vorfällen ahnt. In Banco Bravo gelingt es Luther als Fledermaus durch die Lüftungsschächte in das Gebäude zu gelangen und die dortige Wache zu überwältigen, wodurch die Truppe ohne jede Schwierigkeit in das Gebäude gelangen kann und sich daran macht, den Tresor zu knacken. Dabei wird auch C. W. Niles zu einem Vampir gemacht.
Die Polizei hat erfahren, dass ein Banküberfall stattfindet und begibt sich zum Ort, die Bank wird umstellt. Inzwischen ist auch Ray Bob zu einem Vampir gemacht worden. Buck erkennt die Wahrheit schließlich, als er durch Zufall feststellt, dass Jesus sich nicht in einem Computerbildschirm widerspiegelt, sondern der Stuhl, in dem er sitzt, leer zu sehen ist. Die Truppe greift schließlich auch Buck an, der sich aber nach draußen flüchten kann und von den Polizeieinheiten verhaftet wird. Eine Sondereinheit stürmt nun das Gebäude, wird aber von den Vampiren ermordet.
Als schließlich die Sonne aufgeht, müssen sich die Vampire, da Sonnenlicht sie töten würde, wieder zurückziehen. Es tritt jedoch eine Sonnenfinsternis auf, wodurch es den Vampiren nun möglich ist, nach draußen zu treten, wo sie das Feuer auf die Polizisten eröffnen. Buck kann den zuständigen Beamten davon überzeugen, dass sie es mit Vampiren zu tun haben und wird freigelassen, damit man gemeinsam gegen die Bedrohung vorgehen kann.
Das anschließende Gefecht überleben von den Vampiren nur Luther and Ray Bob. Diese werden aber davon überrascht, dass die Sonnenfinsternis wieder endet, und versuchen zu ihrem Fahrzeug zu fliehen. Luther wird dabei von Buck getötet, während Ray Bob dem Sonnenlicht zum Opfer fällt.
Der zuständige Beamte lässt als Dank für seine Hilfe schließlich Buck entkommen, als Sirenen in der Nähe ankündigen, dass sich weitere Polizeieinheiten dem Ort des Geschehens nähern bzw. verspricht diesem, ihm einen Vorsprung zu geben.

## Entstehungsgeschichte
Nachdem Bob Weinstein Scott Spiegels Film Bloodnight gesehen hatte, wandte er sich einige Tage nach der Premiere von From Dusk Till Dawn an den Horror-Veteranen, um diesem vorzuschlagen, eine Fortsetzung des Films zu schreiben und zu inszenieren. Spiegel entwickelte daraufhin zusammen mit Boaz Yakin eine Geschichte und unterbreitete sie Quentin Tarantino, Robert Rodriguez und Bob Weinstein. Er bekam die Zusage, ein auf diesem Buch basierendes Drehbuch anzufertigen. Nachdem Tarantino den Film Stripteaser (Buch: Duane Whitaker) gesehen hatte, beschloss er, Whitaker mit Spiegel für das Projekt zusammenzuführen.
Das ursprüngliche Konzept sah einen anderen Beginn des Plots vor. Dieser beinhaltete auch Seth und Richard Gecko aus dem ersten Teil, die im Besitz der Pläne einer mexikanischen Bank sind, die sie mit den Protagonisten aus Texas Blood Money ausrauben wollen. Der dem Titty-Twister-Massaker entronnene Seth Gecko wird jedoch von den Behörden vor laufender Kamera erschossen. Von Richie fehlt zunächst jede Spur. So macht sich die Bande zum Titty Twister auf, in der Hoffnung, Richie Gecko dort aufzuspüren, während das FBI ihnen durch Seth bereits auf den Fersen ist. Am Ziel angekommen, werden sie von Richie und einer Meute von Vampiren attackiert. Als das FBI erscheint, können sie in ein Motel flüchten, wo sie ihre Pläne überarbeiten wollen. Einer der Räuber wurde jedoch von einem Vampir gebissen und verwandelt seine Partner der Reihe nach ebenfalls in Blutsauger. Der Rest der Handlung gleicht zu großen Teilen der letztlich produzierten Version.
Quentin Tarantino war gegen die Involvierung von Richie Gecko, da dieser bereits im ersten Teil sein Leben ließ – daher wurde das Drehbuch entsprechend geändert.

## Kritik
Harald Harzheim schrieb in Reclams Filmgenres-Reihe über den zweiten und dritten Teil der Reihe: „Anders als bei der Scream-Trilogie (1996-2000, Wes Craven) kämpfen diese beiden billig produzierten Filme vergeblich gegen das kaum erreichbare Original an, auch wenn sie gute Einfälle aufweisen.“

## Prequel
Ebenfalls 1999 entstand das Prequel From Dusk Till Dawn 3 – The Hangman’s Daughter, nun unter der Regie von P. J. Pesce.